# Fundulus persimilis
Fundulus persimilis är en fiskart som beskrevs av Miller, 1955. Fundulus persimilis ingår i släktet Fundulus och familjen Fundulidae. IUCN kategoriserar arten globalt som otillräckligt studerad. Inga underarter finns listade i Catalogue of Life.